# Mistrzostwa Świata w Strzelaniu do Rzutków 1939
Mistrzostwa Świata w Strzelaniu do Rzutków 1939 – siódme mistrzostwa świata w strzelaniu do rzutków; po raz drugi rozegrano je w Berlinie.
Rozegrano tylko dwie konkurencje: był to trap indywidualny oraz trap drużynowy. Indywidualnym mistrzem świata został Węgier, Sándor von Lumniczer, zaś drużynowo najlepsi okazali się reprezentanci III Rzeszy; zwyciężyli oni też w klasyfikacji medalowej.

## Klasyfikacja medalowa
Gospodarze mistrzostw
| Pozycja | Kraj       | Złoto | Srebro | Brąz | Łącznie |
| ------- | ---------- | ----- | ------ | ---- | ------- |
| 1       | III Rzesza | 1     | 1      | 0    | 2       |
| 1       | Węgry      | 1     | 0      | 1    | 2       |
| 3       | Włochy     | 0     | 1      | 1    | 2       |

## Wyniki
| Konkurencja          | Złoto                | Wynik    | Srebro                                                   | Wynik    | Brąz                                                                      | Wynik    |
| Trap (indywidualnie) | Sándor von Lumniczer | 288 pkt. | von den Bongart                                          | 285 pkt. | Adolfo Manfredi                                                           | 284 pkt. |
| Trap (drużynowo)     | III Rzesza           | 829 pkt. | Włochy Adolfo Manfredi Lorenzo Piervitali Dino Ramponi ? | 822 pkt. | Węgry Sándor von Lumniczer Laszlo Szapáry István Strassburger Sándor Dóra | 809 pkt. |